# موتور عبد الله ناروئي (بمبور الغربي)
موتور عبد الله ناروئي (بمبور الغربي) (بالإنجليزية: Mowtowr-e Abdollah Naruyi)‏ هي منطقة سكنية تقع في إيران في سيستان وبلوتشستان. يقدر عدد سكانها بـ 0 نسمة بحسب إحصاء 2016.